# Тереза Там
Тереза Там (англ. Theresa Tam, кит. трад.: 譚詠詩, нар. 1965, Гонконг) — канадський лікар і державний службовець, яка працює головним медичним спеціалістом Агентства громадської охорони здоров'я Канади. Там виконувала обов'язки головного медичного спеціаліста Агентства громадської охорони здоров'я Канади з 16 грудня 2016 року після того, як її попередник Грегорі Тейлор пішов на пенсію. Її офіційно призначили на посаду 26 червня 2017 року.
Там відігравала провідну роль у розробці заходів Канади на надзвичайні ситуації у сфері охорони здоров'я, зокрема SARS, H1N1, MERS, гарячку Ебола та COVID-19. Вона також розробляла заходи з викорінення поліомієліту.

## Ранні роки і навчання
Тереза Там народився в британському Гонконзі, а виросла у Великій Британії. Вона відвідувала медичну школу в Ноттінгемському університеті, здобувши ступінь бакалавра медиуини у 1989 році. У 1996 році вона закінчила ординатуру з педіатрії в Університеті Альберти, а в 1997 році — стипендію з дитячих інфекційних захворювань в Університеті Британської Колумбії. З 1996 року Тереза Там є членом Королівського коледжу лікарів і хірургів Канади.

## Кар'єра
Тереза Там як дитячий інфекціоніст була помічником заступника завідувача відділу профілактики та контролю інфекційних захворювань в Агентстві громадської охорони здоров'я Канади. У 2003 році Там очолювала відділ імунізації та респіраторних інфекцій міністерства охорони здоров'я Канади під час спалаху SARS. Вона була співдоповідачем федеральної комісії 2006 року про готовність до пандемії після спалаху SARS у Канаді, яка передбачала пандемію респіраторної інфекції, яка була описана в «The Globe and Mail» як провісник пандемії COVID-19 «з моторошною точністю». На той час у 2006 році вона була директором відділу імунізації та респіраторних інфекцій в Агентстві громадської охорони здоров'я Канади.
Тереза Там заявляла, що опіоїдна криза, яка коштувала понад 2500 життів у Канаді в 2016 році, може перевищити 3 тисячі у 2017 році, якщо поточна тенденція збережеться. Також посадовиця повідомила, що це значно перевищує кількість смертельних випадків внаслідок ДТП. Вона також сказала, що надмірне призначення опіоїдів сприяло цій тенденції.
Тереза Там була членом Незалежного наглядового та дорадчого комітету Програми з надзвичайних ситуацій у сфері охорони здоров'я Всесвітньої організації охорони здоров'я. На цій посаді вона перебувала з квітня по червень 2018 року. Там є офіційним радником до Комітету з надзвичайних ситуацій щодо 2019-nCoV Міжнародних медико-соціальних правил правил ВООЗ..
У 2019 році Тереза Там розкритикував людей, які відмовляються від вакцинації, сказавши, що «їх небагато, але вони поширюють дезінформацію, і вони висловлюють свою думку дуже емоційно».

### Пандемія COVID-19
7 січня 2020 року, коли з'ясувалося, що в Ухані виникла криза в галузі охорони здоров'я, Тереза Там повідомив канадцям: «На сьогоднішній день немає доказів того, що ця хвороба, чим би вона не була спричинена, легко передається від людини до людини; жоден з медичних працівників, які доглядали за хворими, не захворів; це позитивний знак». 23 січня Там була одним із членів комітету ВООЗ, який оголосив, що ще занадто рано оголошувати надзвичайну ситуацію в галузі охорони здоров'я міжнародного значення.
З часом тривалості пандемії та, як це було типово на той час, як головний спеціаліст із охорони здоров'я Канади, вона зробила численні заяви, які привернули увагу, як позитивну, так і негативну, з боку громадськості та низки політиків. Деякі заяви мінімізуювали наслідки COVID-19, а деякі були ближчими до дійсного стану речей.
Спочатку Тереза Там рекомендувала всьому населенню не носити маски з двох причин: щоб захистити працівників охорони здоров'я та визначити пріоритетність поставок; і зазначила потенційні негативні аспекти носіння масок, зазначаючи, що інколи захист людини може погіршитися, якщо вона засуне палець в очі або торкнеться свого обличчя під маскою, і що це може викликати помилкове відчуття безпеки. 6 квітня Там змінила свою рекомендацію на «носіння немедичної маски, навіть якщо у вас немає симптомів, є додатковим заходом, який ви можете здійснити, щоб захистити інших навколо вас у ситуаціях, коли підтримувати фізичне дистанціювання є важко» через нові дані про передсимптомну та безсимптомну передачу вірусу.
23 квітня Джастін Трюдо призначив Терезу Там членом нового дорадчого органу — Робочої групи з імунітету проти COVID-19, повноваженнями якої він оголосив координацію серологічних досліджень по всій країні.
У лютому 2021 року у звіті генерального аудитора описано, що Агентство громадської охорони здоров'я Канади під керівництвом Терези Там не змогло повністю зрозуміти загрозу, яку становить для канадців COVID-19. Зокрема, у звіті було зазначено, що агентство «не врахувало перспективний ризик пандемії», коли дійшло висновку, що COVID-19 матиме мінімальний вплив, якщо спалах хвороби виникне в Канаді.